# Felix Auböck
Felix Auböck (ur. 19 grudnia 1996 w Bad Vöslau) – austriacki pływak specjalizujący się w stylu dowolnym, mistrz świata na krótkim basenie, mistrz Europy.

## Kariera
W maju 2016 roku na mistrzostwach Europy w Londynie był czwarty w konkurencji 400 m stylem dowolnym, uzyskawszy czas 3:46,88 min. Na dystansie dwukrotnie krótszym nie zakwalifikował się do finału i uplasował się ostatecznie na 15. pozycji (1:48,85).
Trzy miesiące później, podczas igrzysk olimpijskich w Rio de Janeiro z czasem 1:47,24 min zajął 18. miejsce na 200 m stylem dowolnym. W konkurencji 400 m stylem dowolnym uplasował się na 25. pozycji (3:49,35). Na dystansie 1500 m stylem dowolnym był czterdziesty drugi, uzyskawszy czas 15:36,24 min.
W 2017 roku na mistrzostwach świata w Budapeszcie w eliminacjach 400 m stylem dowolnym ustanowił nowy rekord Austrii (3:44,19 min) i zakwalifikował się do finału, w którym uplasował się na piątym miejscu z czasem 3:45,21 min. Na dystansie 800 m stylem dowolnym w eliminacjach czasem 7:49,24 min poprawił o ponad sześć sekund rekord swojego kraju, a w finale tej konkurencji był szósty (7:51,20). Na 1500 m stylem dowolnym zajął 12. miejsce z wynikiem 15:02,78 min. W konkurencji 200 m stylem dowolnym uplasował się na 16. pozycji ex aequo z Egipcjaninem Marwanem El-Kamashem (1:47,40 min).